# علي بيكوز
علي بيكوز (بالتركية: Ali Beykoz)‏ هو لاعب كرة قدم تركي في مركز الوسط، ولد في 14 نوفمبر 1964 في هنيس في تركيا. لعب مع أضنة سبور وبورصة سبور وبولو سبور ودينيزلي سبور وقونية سبور ونادي تورك تليكوم.

## وصلات خارجية
- علي بيكوز على موقع اتحاد تركيا (لاعب) (الإنجليزية)
- علي بيكوز على موقع اتحاد تركيا (مدرب) (الإنجليزية)
- علي بيكوز على موقع قاعدة بيانات كرة القدم.إي يو (الإنجليزية)